# Rafael Bohórquez
Rafael Bohórquez Melo (La Palma, Cundinamarca, 3 de marzo de 1945) es un actor de cine, teatro y televisión colombiano.

## Carrera
Bohórquez nació en el municipio de La Palma, Cundinamarca. Se mudó a la ciudad de Bogotá desde muy joven y empezó a desempeñarse como actor de teatro. Pronto su imagen se hizo popular en la televisión colombiana, participando en producciones en la década de 1980 como El Taita, Chispazos, La posada y Los pecados de Inés de Hinojosa. Su papel más recordado de la década fue el de Don Antuquito en la serie cómica Romeo y buseta. También actuó en producciones cinematográficas en esa década como Cóndores no entierran todos los días (1984) y El embajador de la India (1987).
En la década de 1990 apareció en producciones de televisión como Pa' machos, La sombra del arco iris, Francisco el matemático y La mujer del presidente. La década de 2000 también fue un periodo fructífero en la carrera de Bohórquez, integrando el reparto de las series María Madrugada, Por amor a Gloria, Las profesionales y Las detectivas y el Víctor, además de aparecer en las películas La esquina (2004) y El trato (2005). En 2012 interpretó a Alfonso Valdés en la serie El laberinto. Dos años después integró el elenco de la serie Laura, la santa colombiana.

## Filmografía

### Televisión
- Lala's Spa (2021)[3]
- Enfermeras (2019)
- Bolívar (2019)
- La ley del corazón (2018)
- La viuda negra 2 (2016)
- Laura, la santa colombiana (2015)
- El laberinto (2012)
- Lynch (2012)
- Las dectetivas y el Victor (2009)
- Las profesionales a su servicios (2006)
- Por amor a Gloria (2005)
- Francisco el Matemáticos (2003)
- Maria Madrugada (2002)
- El putas aguadas (2000)
- La sombra del arco iris (1998)
- La mujer del presidente (1997)
- Pa' Machos (1996)
- Los Tuta (1993)
- Don Camilo (1993)
- El cacique y la diosa (1988)
- Los pecados de Inés de Hinojosa (1988)
- La posada (1988)
- Romeo y Buseta (1987)
- Chispazos (1987)
- La espada de papel (1986)
- El Faraón (1984)
- El Taita (1984)

## Cine
- El gran bingo (2023)[4]
- El trato (2005)
- La esquina (2004)
- El embajador de la India (1987)
- Cóndores no entierran todos los días (1984)